# Megathyra
Megathyra es un género de foraminífero bentónico de estatus incierto, aunque considerado un sinónimo posterior de Planularia de la subfamilia Vaginulininae, de la familia Vaginulinidae, de la superfamilia Nodosarioidea, del suborden Lagenina y del orden Lagenida. Su especie-tipo es Peneroplis auris. Su especie tipo era Megathyra planularia. Su rango cronoestratigráfico abarcaba el Holoceno.

## Clasificación
Megathyra incluía a las siguientes especies:
- Megathyra dilatata
- Megathyra obliqua
- Megathyra ootheca
- Megathyra planularia